# Мадонина е Колоњо (Лоди)
Мадонина е Колоњо је насеље у Италији у округу Лоди, региону Ломбардија.
Према процени из 2011. у насељу је живело 756 становника. Насеље се налази на надморској висини од 90 м.